# Братич, Видак
Видак Братич (серб. Видак Братић / Vidak Bratić, родился 20 октября 1976 в Нови-Саде) — сербский футболист, ассистент тренера клуба «Спартак Златибор Вода».

## Карьера
Воспитанник школы «Войводины». Выступал за свою карьеру в сербских командах «Войводина», «Црвена Звезда» и ОФК, греческом ПАОК. В 2003-2004 годах числился в составе московского «Динамо», однако за полтора года провёл только 13 игр. В 2005 и 2006 годах был без клуба, после перешёл в ОФК. Играл также в Швейцарии за «Санкт-Галлен» и «Виль» и в Китае за «Тяньцзинь Тэда». С 2009 года и до конца карьеры защищал цвета «Спартака» из Суботицы.